# Kulturno-povijesna cjelina grada Klanjca
Kulturno-povijesna cjelina grada Klanjca, kompleks zgrada u općini Klanjec, zaštićeno kulturno dobro.

## Opis dobra
Klanjec se razvio u 14. stoljeću kao sajmišno mjesto obližnjeg vlastelinskog Cesargrada, na lokaciji današnjeg gradskog trga. Trg koji je nastao na samom sjecištu prometnica kao nepravilno ljevkasto proširenje, prepoznatljiv je i u današnjoj organizaciji prostora. U prostornom i organizacijskom smislu okosnicu razvoja naselja čini sklop franjevačkog samostana i župne crkve Navještenja BDM, izgrađen u 17. st., koji je preobrazio njegov izgled tvoreći akropolsko središte mjesta, kojeg okružuje gradski trg, odnosno sajmeni prostor. Iako je po urbanističkoj koncepciji Klanjec naselje iz 17. odnosno 18. st., postojeći građevinski fond datira većinom iz 19. st.

## Zaštita
Pod oznakom Z-4905 zavedena je kao nepokretno kulturno dobro - pojedinačno, pravnog statusa zaštićena kulturnog dobra, klasificirano kao "kulturno-povijesna cjelina".